# Victoriellinae
Victoriellinae es una subfamilia de foraminíferos bentónicos de la familia Victoriellidae, de la superfamilia Planorbulinoidea, del suborden Rotaliina y del orden Rotaliida. Su rango cronoestratigráfico abarca desde el Eoceno medio hasta la Oligoceno medio.

## Clasificación
Victoriellinae incluye a los siguientes géneros:
- Eorupertia †
- Korobkovella †
- Maslinella †
- Victoriella †
- Wadella †